# BLOSUM
블로섬(BLOSUM: Blocks of Amino Acid Substitution Matrix)은 서열 정렬에 가장 많이 쓰이는 치환 행렬이다. 1992년 PNAS저널에 헤니코프 부부가 발표한 것이다 블로섬은 로컬 정렬에 기반한 매트릭스이다. 블로섬은 블록(벽돌)처럼 틈(갶)이 없는 서열 정렬에서 아미노산들의 치환의 정도를 표로 정리한 것이다. 블로섬을 만드는 데 쓰이는 서열 정렬은 사용된 서열들의 퍼센트 동일성에 따라, 단어의 끝에 숫자를 붙인다. 예를 들면, 블로섬60은 60%의 서열 동일성을 가진 다중 서열 정렬에서 아미노산들의 치환을 계산해 내서 만들었다. 그러면, 블로섬80과 블로섬45는 어떤 차이가 있을까? 서열의 퍼센트 동일성이 낮다는 것은 블로섬을 구하기 위해 정열을 한 단백질들이 서로 진화적으로 먼 것들을 모았다는 것을 말한다. 그러므로, 블로섬45는 진화적 거리가 먼 단백질 친족을 찾을 때 사용하면 더 좋을 결과를 가져 온다. 그에 반해, 블로섬80은 매우 비슷한 단백질들을 찾는 데 효용성이 있을 것이라고 예측할 수 있다.

## 블로섬60
블로섬의 퍼센트 동일성 중에서, 흔히 60%의 동일성에 기반한 매트릭스를 많이 사용한다. 이것은 기존의 PAM(Point Accepted Mutation) 매트릭스보다 성능이 더 좋다. 블로섬 60등은 아래와 같은 공식으로 만들어진다.
B[i,j]= (1/λ)log {(P i,j)/(ƒi,ƒj)}.

##### 소프트웨어 패키지
다양한 프로그래밍 언어로 된 여러 소프트웨어 패키지들이 있어서 Blosum 행렬을 쉽게 사용할 수 있게 해준다.
예를 들어, Python용 blosum 모듈이나 Java용 BioJava 라이브러리가 있다.

## 같이 보기
- 생정보학